# دانيال تراسي
دانيال تراسي هو صحفي وسياسي كندي، ولد في 1794 في جزيرة أيرلندا في المملكة المتحدة، وتوفي في 18 يوليو 1832 في مونتريال في كندا.